# 5630 Billschaefer
Az 5630 Billschaefer (ideiglenes jelöléssel 1993 FZ) a Naprendszer kisbolygóövében található aszteroida. Jack Child fedezte fel 1993. március 21-én.